# Текапо (озеро)
Текапо (англ. Lake Tekapo) — озеро, що розташоване в окрузі Маккензі в одному з районів на Південному острові Нової Зеландії. Озеро Текапо друге за величиною озеро з трьох паралельно розташованих озер, які займають територію з півночі на південь вздовж басейну Маккензі.
Озеро поповнюється талими водами льодовиків, та й саме воно є озером льодовикового походження. Тому вода в озері має приємний блакитний відтінок.

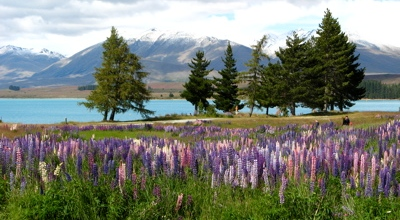
Цвітіння люпину на березі озера

Площа озера Текапо становить вісімдесят сім квадратних кілометрів, а розташоване воно на висоті близько сімсот метрів над рівнем моря. В основному озеро має ширину близько трьох кілометрів, а в найширшому місці досягає шести кілометрів. А от довжина озера Текапо становить двадцять сім кілометрів. У північній частині в Текапо впадають річки Годлі і Маколі, в західній — річки Містейк і Касс.
Протягом двох місяців (листопад-грудень) озеро Текапо оточує яскравий килим з квітучих люпинів різних кольорів — фіолетовий, синій, рожевий, помаранчевий, білий і жовтий і навіть не рідко можна знайти поєднання двох кольорів, що дуже незвично. Один з найбільш екзотичних в цьому місці це вид люпину — Люпин багатолистий (Lupinus polyphyllus). Цвітіння люпинів робить пейзаж навколо озера нехай ненадовго, але неймовірно красивим, майже казковим.

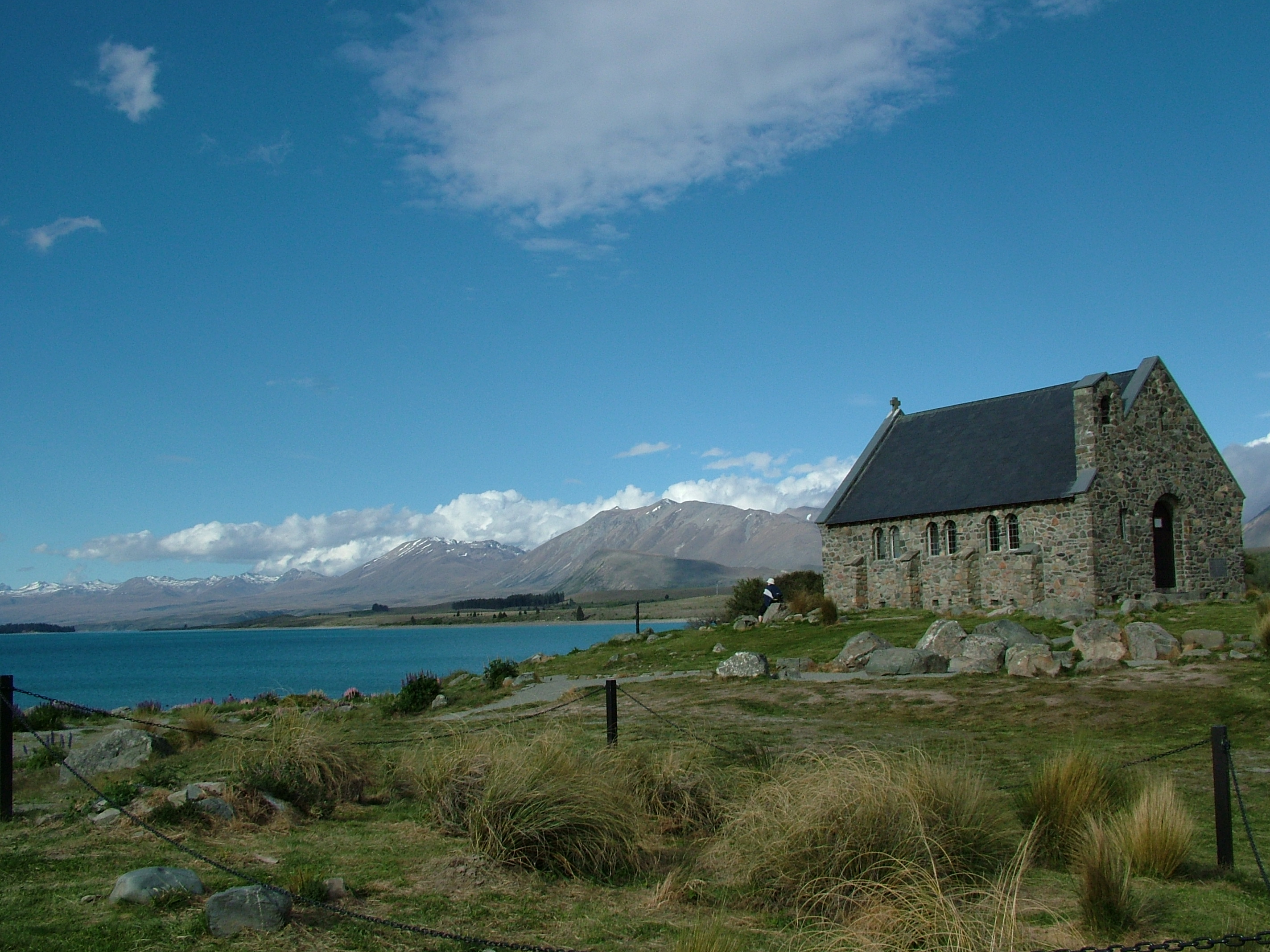
Вид на Церкву Доброго Пастира і озеро.

На озері можна милуватися дуже красивими пейзажами. Поруч з озером розташована Церква Доброго Пастиря. Численні фотохудожники приїжджають з усіх кінців світу, щоб відобразити красу озера Текапо. Найбільш відомі стали фотографії фотографа AtomicZen, які можна побачити в добірці «Чари природи в пейзажах від AtomicZen».
Сама Церква Доброго Пастиря (Church of the Good Shepherd) була побудована в 1935 році і є одним з найулюбленіших місць у туристів в Новій Зеландії.
Вважається, що назва озера має маорійське походження, при цьому його правильна форма — Такапо, а не Текапо. У перекладі з мови маорі «така» означає «циновка для сну», а «по» — «ніч». Озеро Текапо стало дуже популярним через красу самого озера з неймовірно блакитним кольором води в ньому.

## Каскад ГЕС
Водою озера жиляться ГЕС Текапо A та ГЕС Текапо B.